# 饰美叉丝壳
饰美叉丝壳（学名：Microsphaera ornata）是属于白粉菌目白粉菌科叉丝壳属的一种真菌，寄生在桦木属植物上。该种分布于中国、日本、比利时、俄罗斯、芬兰、法国、波兰、英国、挪威、南斯拉夫、捷克斯洛伐克、奥地利、意大利、瑞士、瑞典、德国等地。